# Кимжа (приток Вотчи)
Кимжа — река в России, протекает по территории Бабушкинского района Вологодской области. Устье этой реки находится в 57 км по левому берегу реки Вотча. Длина реки составляет 11 км.
Исток Кимжи находится в болотах двумя километрами южнее деревни Великий Двор (Миньковское сельское поселение) в 21 км к юго-востоку от села Миньково (центра поселения) и в 40 км к юго-востоку от Села имени Бабушкина (районного центра). Кимжа течёт на северо-запад по лесистой, заболоченной местности. Единственный населённый пункт на реке — деревня Великий Двор. Впадает в Вотчу чуть выше деревни Шилово (Миньковское сельское поселение).

## Данные водного реестра
По данным государственного водного реестра России относится к Двинско-Печорскому бассейновому округу, водохозяйственный участок реки — Северная Двина от начала реки до впадения реки Вычегда, без рек Юг и Сухона (от истока до Кубенского гидроузла), речной подбассейн реки — Сухона. Речной бассейн реки — Северная Двина.
По данным геоинформационной системы водохозяйственного районирования территории РФ, подготовленной Федеральным агентством водных ресурсов:
- Код водного объекта в государственном водном реестре — 03020100312103000008442
- Код по гидрологической изученности (ГИ) — 103000844
- Код бассейна — 03.02.01.003
- Номер тома по ГИ — 03
- Выпуск по ГИ — 0